# Ruska Bela, Vrața
Ruska Bela (în bulgară Руска Бела) este un sat în comuna Mezdra, regiunea Vrața,  Bulgaria. 

## Demografie
Componența etnică a satului Ruska Bela
     Bulgari (86,53%)
     Nicio identificare (11,72%)
     Altele (1,74%)
La recensământul din 2011, populația satului Ruska Bela era de 401 locuitori. Din punct de vedere etnic, majoritatea locuitorilor (86,53%) erau bulgari. Pentru 11,72% din locuitori nu este cunoscută apartenența etnică.